# Зайчиков, Александр Сергеевич
Александр Сергеевич Зайчиков (род. 17 августа 1992) — казахстанский тяжёлоатлет, чемпион мира 2015 года

## Биография
Зайчиков А. С. родился в Белоруссии. Начал заниматься в Кызылорде. Тренируется у Армана Абдреева, Виктора Пака и Нуржана Смаханова.
Бронзовый призёр юношеского чемпионата Азии 2008 года, серебряный призёр чемпионата мира среди юношей 2009 года.
Участник Олимпиады-2012 в Лондоне. С суммой 360 кг (155+205) был 12-м в категории до 105 кг.
На Универсиаде в Казани завоевал серебро. В 2013 году стал чемпионом Азии. Но позже был дисквалифицирован за применение допинга.
В ноябре 2015 года на чемпионате мира 2015 года в Хьюстоне завоевал золотую медаль и стал чемпионом мира в категории до 105 кг с результатом 191 кг в рывке и 230 кг в толчке (421 килограммов по сумме двух упражнений).
В декабре 2015 года — на пятом Кубке президента Российской Федерации в Грозном стал серебряным призёром турнира с результатом 190 кг в рывке и 226 кг в точке (416 килограммов по сумме двух упражнений).
Учится на специальности «Физическая культура» в Кызылординском государственном университете имени Коркыт-Ата.
Мастер спорта Республики Казахстан международного класса.